# Cultura do Afeganistão

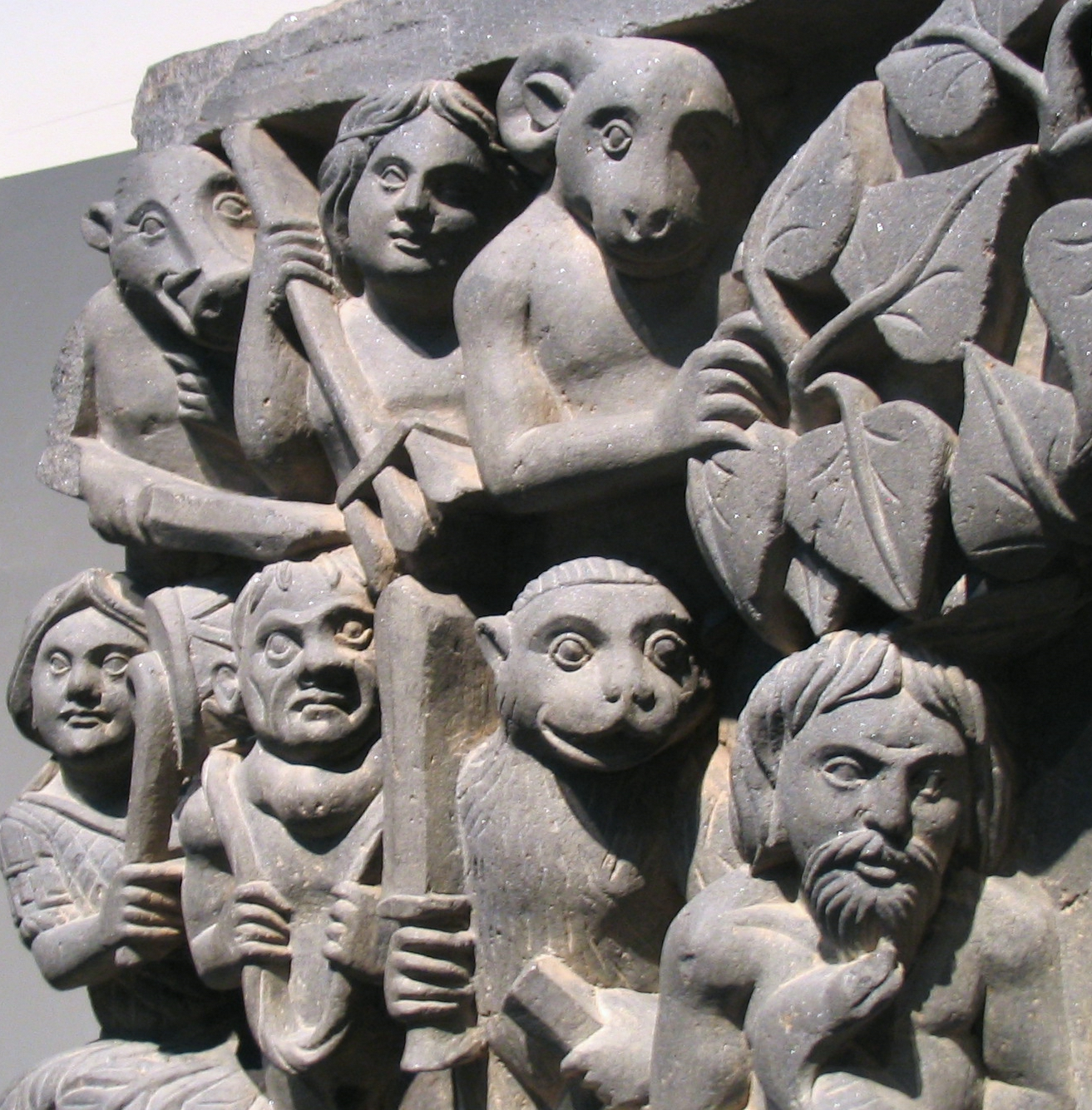
Pormenor de Quatro Cenas da Vida do Buda, estupa do período Gandara, Império Kushana, século II-III.

A Cultura do Afeganistão tem seu registro traçado pelo menos até o tempo do Império Aquemênida em 500 aC. É bastante influenciada pelo Islamismo, porém recebeu, ao longo dos séculos, influências do budismo e do zoroastrismo.
Há objetos da Arte Gandara do século I ao século VII, com marcante influência greco-romana. Desde o início do século XX a arte afegã começou a utilizar-se de técnicas ocidentais. A arte era uma tarefa essencialmente masculina, porém recentemente mulheres começaram a se destacar.
Os monumentos históricos do país foram muito danificados por anos de guerra, e um exemplo disso foram as duas gigantescas estátuas de Buda existentes na província de Bamiã, que foram destruídas pelos Talibã por serem consideradas idólatras.
Outros famosos sítios (lugares) históricos incluem as cidades de Herate, Gásni e Bactro. O minarete de Jam, no vale de Hari Rude, é um  Património Mundial da Humanidade, segundo a UNESCO.

## Arte e Música

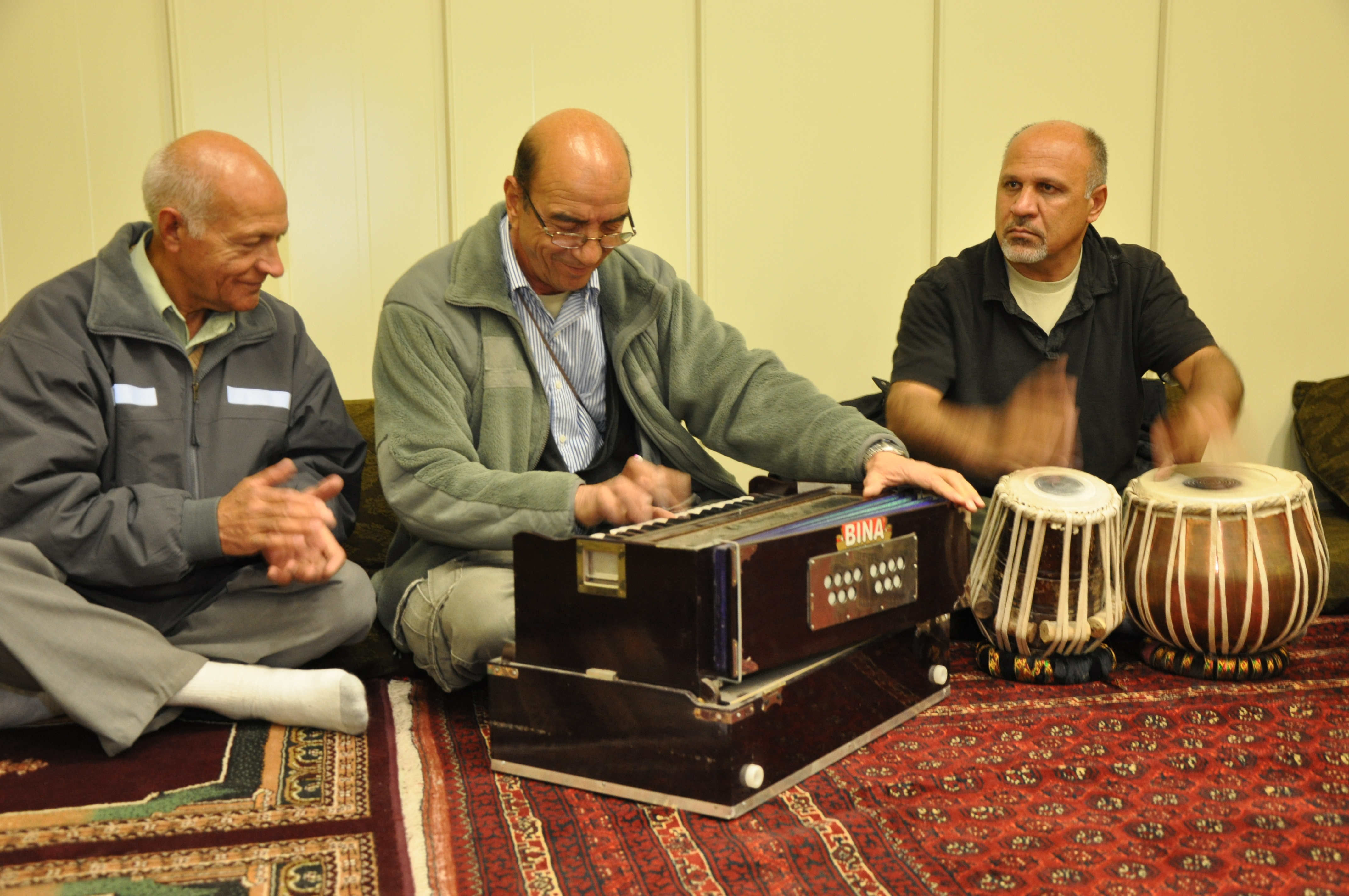
Música do Afeganistão

A arte afegã se estende por muitos séculos. Um dos mais famosos é o estilo Gandara ranking da greco-romana, desenvolvida entre os séculos IV e VII da nossa era. Desde 1900 o Afeganistão começou a usar as técnicas da arte ocidental. A obra foi criada quase exclusivamente por homens, mas recentemente no teatro, as mulheres começaram a tomar a posição mais elevada. A arte indígena é quase completamente concentrada no Museu Nacional Afegão. Outras notáveis formas de arte do país são a música e a poesia. A habilidade para fazer tapetes por séculos tem sido notável e estão muito familiarizados com a elaboração de belos tapetes orientais. Os tapetes afegãos tem certos padrões que se tornaram únicos. A música, porém, a partir do domínio Talibã, sofreu com as regras impostas pelo regime, uma das quais proibia qualquer tipo de música.

## Poesia
A poesia Afegã é escrita principalmente em Pashto e persa (conhecida como Dari no Afeganistão). A mais famosa poesia no Afeganistão são Gazal e Charbeiti, na própria língua persa, mas têm sido aplicadas em outros idiomas.
Os quatro poemas Charbeiti recitados, frequentemente expressam o amor, a juventude, a guerra ou eventos da vida dos poetas. São frequentemente transmitidos oralmente, o que leva a múltiplas variações do mesmo poema.

## Gastronomia

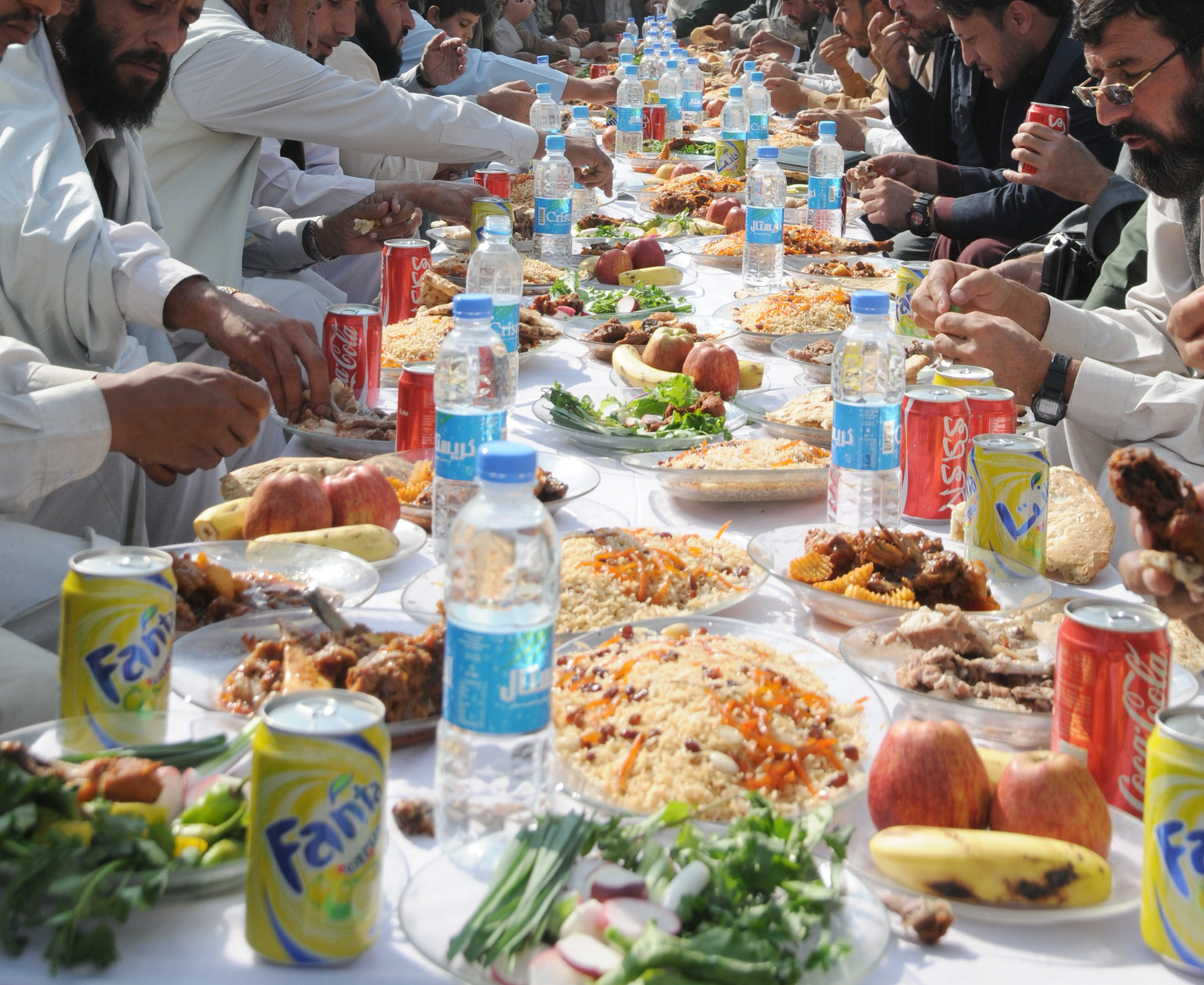
Festa

O Afeganistão tem uma grande variedade de terrenos que permitem a colheita de diversas culturas. Sua alimentação é praticamente baseada em cereais como o trigo, milho, cevada e arroz, que são os principais produtos agrícolas do país. Suas uvas também são muito apreciadas.
Alguns exemplos de pratos afegãos são:
- Almôndega afegão (croquettes)
- Aush(massas)
- Bichak

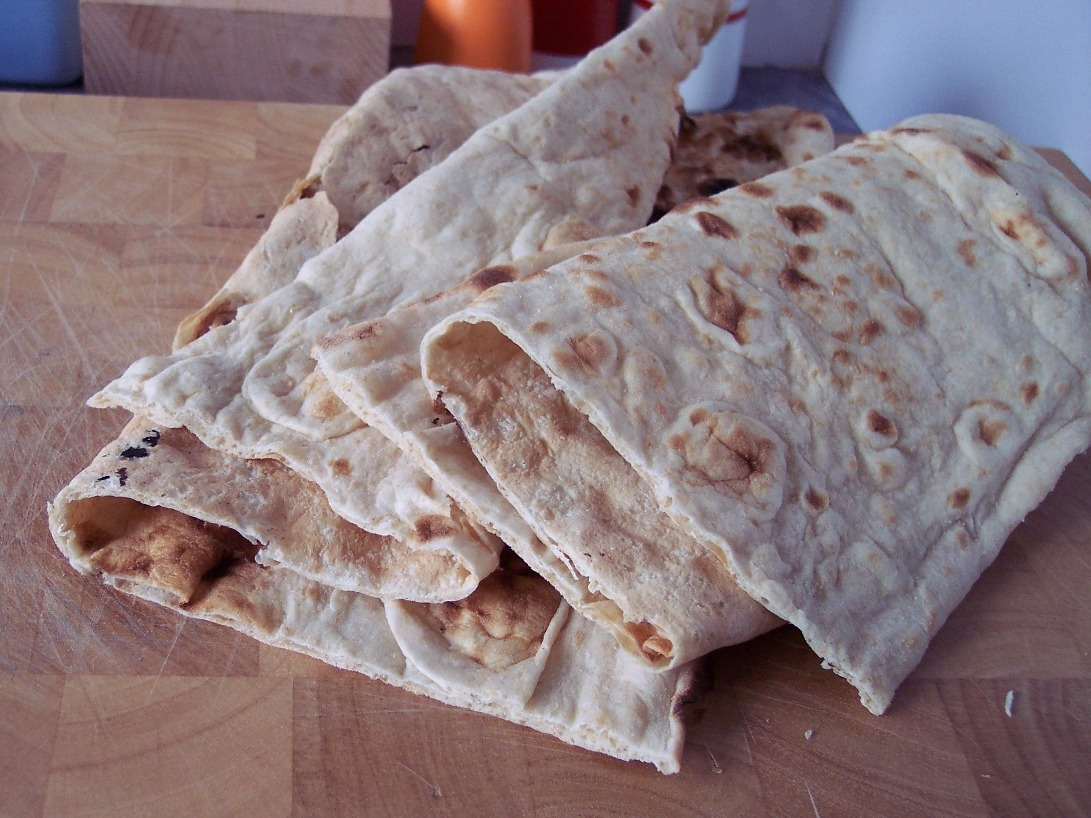
Tortilla afegã.

- Bonjan salada (salada de berinjela)
- Halwaua-e-e-Aurd sujeita
- Tortilla afegão
- Osh Pyozee (cebolas recheadas)
- Sher Berinj (arroz doce)
- Mântua (pudim de carne)
- Mast (um tipo de iogurte)
- Qabili Palau (tradicional prato de arroz)
- Ashak

## Vestuário
O tradicional vestuário masculino dos afegãos está resumidos na Pakul (chapéu), o véu e uma placa (paleta). O típico vestido de mulher (vestido afegão) é definido por uma roupa social, composta por calças folgado usadas sob um alto gargalo, túnica e mangas compridas. As roupas são adaptados à cintura e estendem-se aos tornozelos, com uma saia reta aberta em ambos os lados para facilitar a circulação. Muitas mulheres completaram o vestido com uma longa echarpe elegantemente empoleirada sobre os ombros. Finos e sofisticados vestidos decorados com tecidos de seda dourada em várias cores são muito usados em ocasiões especiais como casamentos.
A Burca é um vestuário também muito usado.

## Esportes
A maioria dos esportes são patrocinados pela Federação de Esportes do Afeganistão, que promove futebol, basquetebol, voleibol, atletismo, boliche e xadrez. O Afeganistão tem 7 jogadores da FIDE e Saifudin Ayyoubi é o mais representativo, com uma pontuação Elo de 2178. Um antigo e popular esporte único no país é o Buzkashi.

## Educação
O Sistema de educação no Afeganistão foi recentemente reformado após a queda do regime Talibã. O Ensino primário é de seis anos. Se os estudantes são bem-sucedidos no exame de admissão, são aceitos na escola. Uma nova estrutura de oito anos de ensino fundamental e quatro anos do ensino secundário é cogitada de ser implantada em num futuro próximo.

### Ensino superior
O ensino superior é ministrado pelas seis principais universidades que são a Universidade de Estudos Islâmicos, um instituto agrícola e um instituto politécnico, uma escola estadual e dois médicos e escolas de formação de professores. Recentemente, com a ajuda da Unesco, mais de 1.000 mulheres conseguiram testes de admissão para a faculdade.

## Língua
Existem duas línguas oficiais - dari e pashto - falados pela maioria da população, embora haja muitas outras línguas faladas regionalmente. Dari é falado por cerca de metade da população do Afeganistão, enquanto o Pushto tem mais de 9 milhões de falantes. As maiores cidades são Pushto como Kandahar e Cabul, a capital. O idioma Pushto foi reconhecido em 1936 como uma língua oficial, por ordem régia. No norte,as línguas do Tajiquistão, o Usbequistão e o Turquemenistão são amplamente utilizados.

## Religião

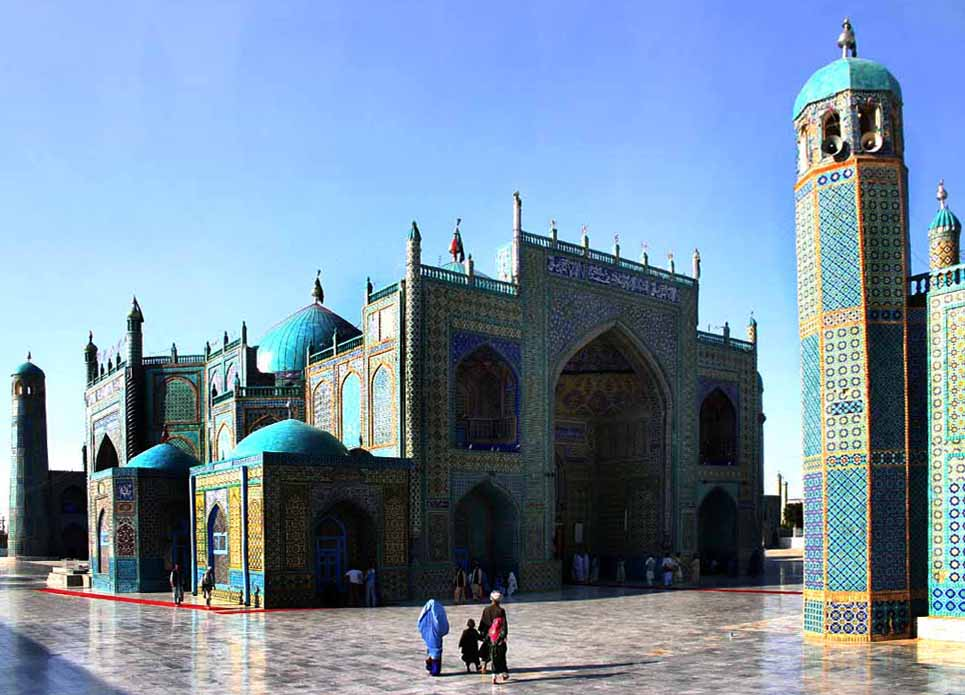
A Mesquita Azul em Mazār-e Šarīf.

A maioria dos afegãos (cerca de 99%) são muçulmanos, dos quais 80-89% são sunitas e apenas 10-19% são xiitas. Existe uma pequena minoria de sikhs no país. Uma figura importante na vida muçulmana no Afeganistão é o Mulá (líder religioso ou instrutor).

## Habitação
As casas são feitas tradicionalmente de vários quartos, situados em torno de um pátio retangular, onde as mulheres e as crianças vivem. Crianças compartilham a casa com seus pais. Algumas casas afegãs têm uma sala especial onde os homens podem socializar uns com os outros. É comum nas cidades viverem em apartamentos. A população nômade habita em tendas.

## Feriados nacionais
Feriados religiosos no Afeganistão são celebrados de acordo com o calendário lunar, enquanto em outros países estabelecem feriados com base no calendário solar. Nessas datas visitam seus familiares e amigos, onde servem refeições especiais, e fazem orações.